# Hubert Barbier
 (février 2025).
Si vous disposez d'ouvrages ou d'articles de référence ou si vous connaissez des sites web de qualité traitant du thème abordé ici, merci de compléter l'article en donnant les références utiles à sa vérifiabilité et en les liant à la section « Notes et références ».
Hubert Barbier, né le 4 août 1932 à La Chaize-le-Vicomte (Vendée), est un évêque catholique français, archevêque émérite de Bourges depuis 2007.

## Biographie
Hubert Barbier est le fils de Jacques Barbier (1899-1988), notaire à La Chaize-le-Vicomte, et d'Henriette Duchaine (1900-1969) et petit-neveu d'Emmanuel Barbier[source insuffisante].

### Formation
Il suit ses études au collège Richelieu de La Roche-sur-Yon, puis est entré au séminaire d’Issy-les-Moulineaux avant de poursuivre sa formation au séminaire français de Rome. Il a obtenu des licences en théologie et en droit canonique à l'Université pontificale grégorienne.

### Principaux ministères
Il a été ordonné prêtre le 18 septembre 1955 pour le diocèse de Luçon (Vendée).
Après son ordination, il a été aumônier de la Jeunesse étudiante chrétienne (JEC) tout en étant directeur du secrétariat social de Vendée jusqu'en 1970.
À cette date, il assume des responsabilités diocésaines comme vicaire épiscopal, délégué diocésain à l’apostolat des laïcs de 1970 à 1974, archidiacre du Haut-Bocage de 1974 à 1980 et vicaire général du  diocèse de Luçon à partir de 1978.
Nommé évêque auxiliaire d’Annecy le 12 octobre 1980 et évêque in partibus de Noba (de), il a été consacré le 13 décembre 1980 en l’église Saint-Louis de La Roche-sur-Yon par Charles Paty, évêque de Luçon, assisté par Jean-Baptiste Sauvage, évêque d'Annecy et Jean-Charles Thomas, évêque d'Ajaccio. Il a été nommé évêque d’Annecy le 23 mai 1984 et intronisé le 17 juin 1984.
En 1993, il transfère le siège de l'évêché d'Annecy au château de Trésum.
Nommé archevêque de Bourges le 25 avril 2000, il y est installé le lundi 12 juin 2000, à la cathédrale de Bourges ; il a reçu le pallium des mains de Jean-Paul II le 30 juin 2000 à Rome. Le 11 septembre 2007, sa démission, prévue par le droit à 75 ans, a été officiellement acceptée par le pape Benoît XVI.
Au sein de la Conférence des évêques de France, il a été membre puis président de la Commission de la pastorale rurale, membre puis président du Comité de la pastorale du tourisme, membre du Conseil permanent de l’épiscopat, président du Comité permanent pour les affaires économiques, membre du Comité canonique français, membre de la Commission de la vie consacrée et président du Conseil d’orientation des radios chrétiennes en France (RCF).

### Consécrations d'évêques
- Le 23 février 2002, il consacre évêque de Valence Jean-Christophe Lagleize.
- Le 18 mars 2007, il est coconsécrateur de l'évêque de Mende, François Jacolin.